# بحيرة البجع

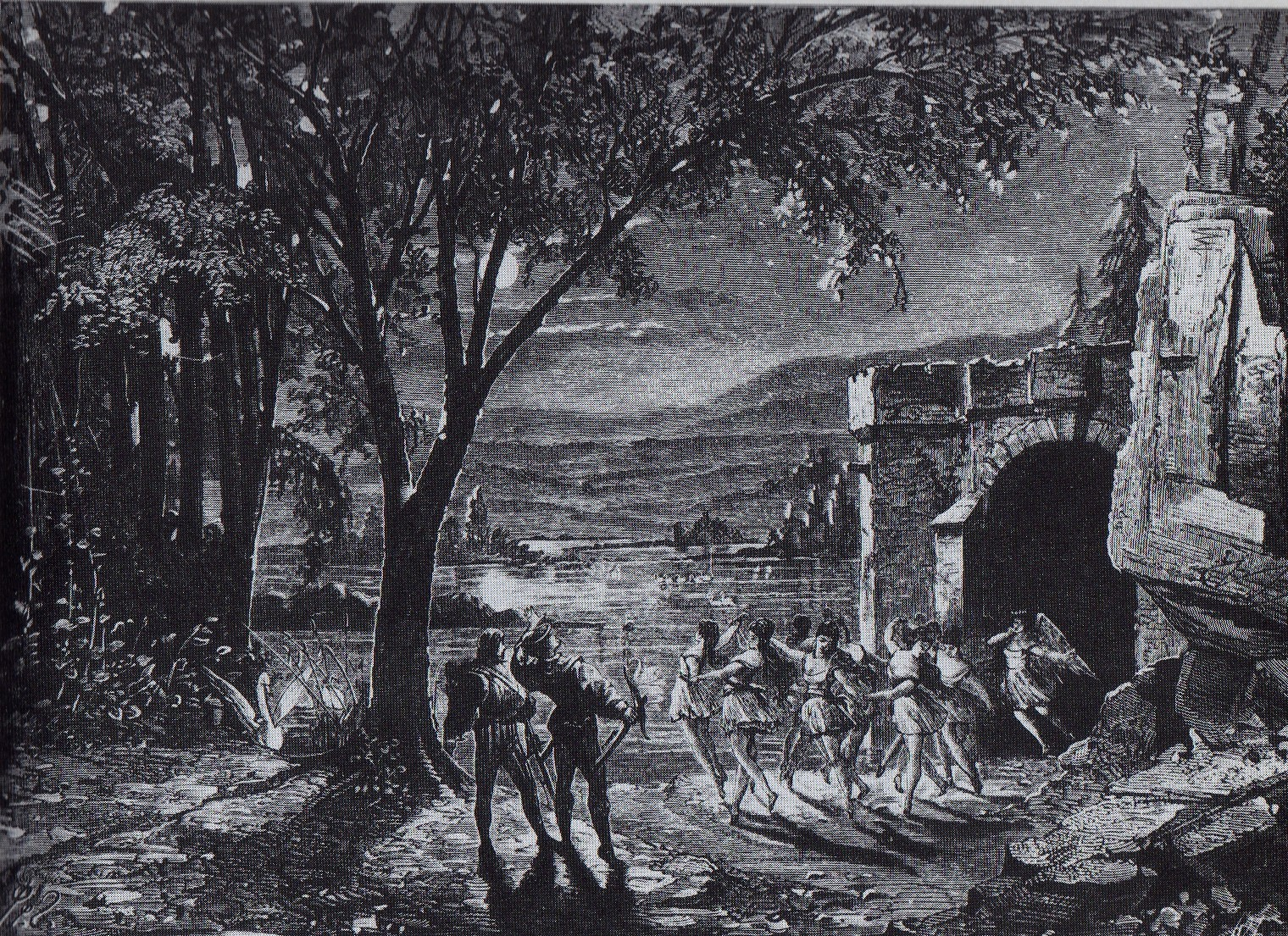
ديكور الفصل الثاني من بحيرة البجع، موسكو 1877 م. من تصميم إف. جانين

بحيرة البجع (بالروسية: Лебединое Озеро) إحدى الروائع الموسيقية للموسيقي الرومانتيكي الروسي تشايكوفسكي، والتي ألفها في الفترة من عام 1875-1876. وتضاف إلى تراثه الموسيقي العالمي في الجمال النائم، كسارة البندق والأميرة النائمة.
تتضمن بحيرة البجع أربعة فصول استعراضية موسيقية راقصة في باليه درامي من أربعة فصول، وكتب كلماتها بالروسية المؤلفان في. بي. بيغتشين وفاستلي جلتزر. عرضت لأول مرة على مسرح البولشوي بموسكو في 4 مارس 1887 وقام بتصميم رقصات الباليه ماريوس بيتيبا.

## القصة

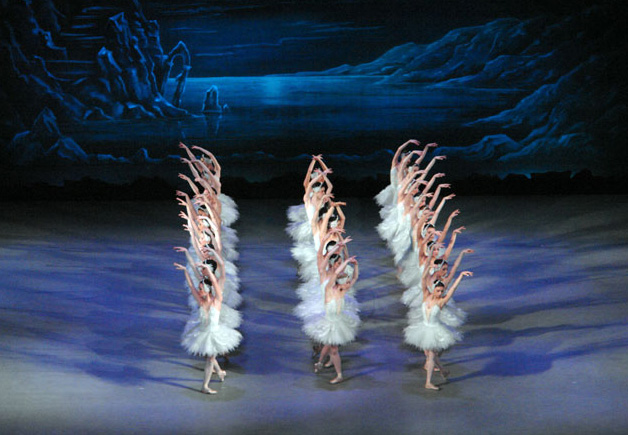
باليه بحيرة البجع

### الفصل الأول
تقول الرواية أن حفلا أقيم في الذكرى الـ 21 لميلاد الأمير سيجفريد، حيث يحتفل بهذه المناسبة في حديقة قصره الذي ورثه عن عائلته، ويشاركه في هذه المناسبة عدد من شبّان المناطق المجاورة الذين جاؤا لتحيته وتهنئته. ويتحدث بنيو صديق الأمير إلى مجموعة تتألف من اثني عشر شابا، ويأتي ولفجانج معلم الأمير وهو رجل متقدم في السن مبتهجا، وعلى الفور تجذبه زجاجات الخمر، ويسود جو من الترقب وتعلن آلات الترومبت قدوم شخصية مهمة، ويدخل صاحب الحفل، وهو أمير متواضع وسيم غير متعجرف، ولا يتخطى حدود اللياقة، وتبدو عليه السعادة لرؤية أصدقائه.
وبينما ينهمك غالبية الضيوف المجتمعين في مشاهدة الرقص، يقوم المعلم كبير السن خلسة بالاحتفال بالعام الجديد من عمر الأمير، ويحتسي كمية كبيرة من الخمور. وبينما يستمتع الجميع بالاحتفال، تدخل الأميرة الأم وبصحبتها وصيفاتها الأربع، مما يعكر صفو الحفل ويتوقف المرح. وهنا يتجه الأمير الشاب إلى أمه ويصطحبها إلى الحديقة، وتبدي غضبها من هؤلاء الأصدقاء حوله، ويحاول من جانب آخر اخفاء زجاجات الخمر. ولكن الأم تشير إلى ابنها موضحة ان المرحلة المقبلة من حياته يجب أن تختلف عن هذا العبث، وأن عليه ان يختار عروسا له من الآن، وتقترح عليه في صيغة أمر، وان الاحتفال الرسمي لعيد ميلاده سيكون ليلة الغد في حفل راقص ببلاط القصر، ويتعين عليه ان يختار زوجة المستقبل من بين أجمل الفتيات الموجودات الراقيات.

### الفصل الثاني
يخيم الليل، ويدرك بينو بأنه يجب ابعاد الأمير سيجفرايد من هذه الامسية التي تعدها الأميرة الأم، ويسمع صوت أجنحة ترفرف فوق رأسه، فيرفع ناظريه ليرى سربا كاملا من البجع البري الجميل في السماء، وفي مقابل صوت آلة الهاربوا لأوتار ينطلق صوت المزمار بنعومة، معبرَا عن اللحن الخاص بهذه الطيور الساحرة، ويقترح بينو على الأمير ان يكون فريقا لصيد البجع والذهاب بعيدا. يدخل فريق الصيد بقيادة بينو وهم يحملون جميعا النبال، وينظر الرجال إلى أعلى من خلال الأشجار وبحثا عن البجع، ويصابون بالدهشة عندما يرون ان البجع قد استقر على البحيرة الموجودة على بعد عدة أقدام قليلة، وحيث يوجد هناك طائر أبيض جميل يقود مجموعة البجع، وتبدو البحيرة وكأنها مملكته. فيقوم الأمير بتوجيه الرجال إلى الإسراع بطول جانب البحيرة أمام البجع، وبينما هو على وشك ان يتبعهم يرى شيئا عن بعد يجعله يتوقف على مقربة من جانب البحيرة، ثم يتراجع مسرعا عبر الأرض والفضاء ليخفي نفسه، فقد رأى شيئا شديد الغرابة لدرجة انه ظل يراقبه عن كثب سرا.

### الفصل الثالث
بمجرد أن اختبأ الأمير، تدخل الأرض الفضاء أجمل فتاة رآها من قبل ولا يستطيع ان يصدق عينيه، فالفتاة تبدو وكأنها بجعة وفتاة في نفس الوقت. وجهها الجميل محاط بريش البجع الأبيض الملتصق بشعرها تماما، وتعتقد الفتاة الشابة أنها بمفردها، وينبهر الأمير بهذا المخلوق الساحر الجميل، مما يدفع به لدخول الأرض الفضاء متحركاً بهدوء خشية أن يسبب لها إزعاجاً. تصاب الفتاة الجميلة بالذعر، وترتجف أوصالها، وتضم ذراعيها إلى صدرها في محاولة ضعيفة للدفاع عن نفسها، وتتراجع إلى الخلف مبتعدة عن الأمير، وتتحرك في اضطراب شديد ومحاولة يائسة للاندفاع بعيداً عن الأرض، وهنا يرجوها الأمير ألا تبتعد، ولا تذهب، فقد وقع في غرامها وأعجب بها وأحبها، وعليها ألا تطير بعيداً. تنظر الفتاة إليه معبرة عن خوفها، ويحاول من جانبه أن يزيل عنها هذا الخوف ويحاول أن يبعث الاطمئنان في قلبها، ولكنها تشير إلى القوس الذي يحمله، وتنكمش من الخوف، وهنا يعدها الأمير بأنه لن يؤذيها ولن يطلق سهامه عليها، لأنه أحبها، وأن سهامها هي التي أصابت قلبه منذ الوهلة الأولى التي وقع فيه بصره عليها.

### الفصل الرابع
يستمر الأمير سيغفرايد في محاولاته التقرب إلى الفتاة، ويحاول أن يتعرف عليها، من هي؟ ولماذا هي موجودة في هذا المكان؟ ويعرف أنها أوديت ملكة البجع، فيحبها ويخبرها أنه سيعاملها باحترام وحب، ويسألها: كيف أصبحت ملكة للبجع؟ إلا أنها تطلب منه أن يكون جسوراً وتشير إلى البحيرة التي تكونت من دموع والدتها التي أمعنت في بكائها بسبب الساحر الشرير فون روتبارت الذي نجح في تحويل إبنتها إلى ملكة للبجع، وأنها ستظل بجعة إلى الأبد ما عدا الفترة الواقعة ما بين منتصف الليل وطلوع الفجر، حتى يحبها رجل ويتزوجها، ولا يحب غيرها على الإطلاق، عندئذ يتحمس الأمير العاشق لانقاذها ويؤكد لها أنها لن تصبح بجعة بعد ذلك.
يضم سيكفريد كلتا يديه إلى قلبه، ويؤكد حبه وعشقه لها، وأنه لن يستطيع العيش بدونها، وأنه سوف يتزوجها، ولن يحب غيرها على الإطلاق ويقسم على اخلاصه لها ويطلب معرفة مكان الساحر الشرير فون روتبات، وفي نفس اللحظة يظهر الساحر على جانب من البحيرة مرتدياً قناع البومة، ويمد مخالبه آمراً أوديت بالعودة اليه، ويأخذ في تهديد ووعيد الأمير العاشق، وتتحرك أوديت بينهما، وترجو من الساحر الرحمة، فيمسك الأمير بقوسه الذي كان قد أتى به ليصطاد البجع ويجلس على ركبتيه وينال من الساحر الشرير، وسحره، لينال ويفوز في النهاية بقلب معشوقته الجميلة أوديت لينتصر الحب ويقهر السحر في النهاية.

## روابط خارجية
- بحيرة البجع فيديو كاملة اليوتيوب
- بحيرة البجع صوت - اليوتيوب